# 加藤みのり
加藤 みのり（かとう みのり、10月19日 - ）は、日本の漫画家。2012年から『ちゃお』、『ちゃおデラックス』で活動する。

## 略歴
『遊びにキタくん』でデビューした。2016年ちゃお4月号から『JKおやじ!』を連載（ちゃおDXで不定期連載だったものを格上げ）。2020年ちゃお2月号から『あつまれ どうぶつの森〜のんびり島だより〜』が並行して連載開始。同作のフルカラー版は「ちゃおデラックス増刊あつ森オールカラーコミックス」に掲載された。
『〜のんびり島だより〜』は2022年6月号で最終回を迎えたが、『JKおやじ!』は連載を継続している。2023年4月号からは『星のカービィ〜ゆるっとプププ〜』が並行して連載開始した。

## 人物
血液型はO型で、出身地は兵庫県神戸市である。甲南大学文学部日本語日本文学科の出身である。
エレ片のラジオリスナーで、2018年には「YATSUI FESTIVAL! 2018」にキャンペーンガールファイナリストとして出演している。

## 書籍
- 『JKおやじ!』、小学館（ちゃおコミックス）、全5巻
- 『あつまれ どうぶつの森〜のんびり島だより〜』、小学館（ちゃおコミックス）、全2巻
  1. 2021年7月26日発売 ISBN 978-4-09-871461-2
  2. 2022年7月26日発売 ISBN 978-4-09-871728-6
- 『星のカービィ〜ゆるっとプププ〜』、小学館（てんとう虫コミックススペシャル）、既刊2巻（2024年8月現在）
  1. 「よちよち編」2023年10月27日発売 ISBN 978-4-09-143664-1
  2. 「てくてく編」2024年8月28日発売 ISBN 978-4-09-149782-6

オムニバス参加作品
- 恋する小学生 3 〜オトナになりたい帰り道〜（小学館〈ちゃおコミックス〉、2017年3月31日発売、ISBN 978-4-09-139379-1）

「JSおやじ！」で参加。
- 初きゅん!!〜あこがれの恋はじめました〜（小学館〈ちゃおコミックス〉、2019年4月1日発売、ISBN 978-4-09-870504-7）

「JKおやじ!」で参加。
- 怖いともだち（小学館〈ちゃおコミックス〉、2021年6月30日発売、ISBN 978-4-09-871462-9）

「ひとくちちょうだい」で参加。

### 単行本未収録
- おばぶたん（『ちゃお』2024年9月号[9] - ）